# European Processor Initiative
L'European Processor Initiative (EPI) è un progetto, portato avanti da un consorzio di società ed università europee, attuato nell'ambito del programma Horizon 2020 della Commissione europea (FPA: 800928) e il cui obiettivo è progettare e realizzare una nuova famiglia di processori europei a bassa potenza per supercomputer, Big Data, automotive, e che offrono alte prestazioni su tradizionali applicazioni HPC e applicazioni emergenti o basate sul machine learning.

## Obiettivi del progetto
Lo scopo del progetto EPI è progettare e realizzare un processore ad alte prestazioni e bassa potenza, implementando istruzioni vettoriali e acceleratori specifici, come gli acceleratori per AI, con accesso alla memoria ad elevata larghezza di banda.
La progettazione si baserà sui risultati ottenuti attraverso un uso intensivo della simulazione, lo sviluppo di uno stack software completo e l'utilizzo dei tecnologie avanzate di produzione dei semiconduttori. Nel corso dello sviluppo del processore sarà attuata una metodologia di progettazione contestuale (co-design) per fare in modo che il processore sia adatto a eseguire in maniera efficiente un largo numero di applicazioni e che sia corredato dagli appropriati strumenti di sviluppo software.
L'obiettivo del EPI è sviluppare un know-how europeo sulla progettazione e realizzazione dei processori per il calcolo ad alte prestazioni, permettendo una indipendenza ed autonomia dell'Europa dalle compagnie hightech per lo più nord americane ed asiatiche.
È previsto che i chip sviluppati nell'ambito del progetto EPI e che saranno realizzati dalla SiPearl, una società scelta dal consorzio per la registrazione dei brevetti e la commercializzazione del chip, verranno utilizzati a partire dal 2021 nei nuovi supercomputer di classe exascale del progetto Euro HPC.

## Caratteristiche tecniche
I processori si baseranno sulle tecnologie ARM e RISC-V e, grazie all'utilizzo di queste tecnologie, saranno caratterizzati da elevate potenze computazionali e bassi consumi energetici.
La prima versione del processore, che arriverà sul mercato attorno al 2021 e verrà fabbricata con tecnologia N6, si chiamerà Rhea.
La seconda versione del processore, il cui nome di progetto è Cronos , è previsto verrà realizzata tra il 2022 ed il 2023.

## Consorzio
Il consorzio è formato da 30 società ed università di 10 stati europei.
Le organizzazioni italiane coinvolte nel consorzio sono:
- CINECA
- E4 Computer Engineering
- Leonardo S.p.A.
- STMicroelectronics
- Università di Bologna
- Università di Pisa